# Flächenmanagement
Flächenmanagement ist ein Instrument zur nachhaltigen Entwicklung von Grundstücken. Es beinhaltet die umfassende Analyse der potentiellen Nutzungsmöglichkeiten einer Brachfläche, unter ökonomischen und ökologischen Aspekten.
Ziele des Flächenmanagements sind eine ökonomisch und ökologisch sinnvolle Wiedernutzbarmachung von Altlasten bzw. Brachen und eine nachhaltige Stadtentwicklung. Damit verbunden ist die Senkung des Flächenverbrauchs durch Neuversiegelung.
Flächenmanagement wird sowohl bei der Wiedereingliederung einer einzelnen Fläche in den Wirtschaftskreislauf als auch bei der Entwicklung ganzer Stadtgebiete oder Regionen angewandt, z. B. im Rahmen eines Leerstands- oder Brachflächenkatasters.
Gutes Flächenmanagement ist Grundvoraussetzung für ein erfolgreiches Flächenrecycling, wobei das Flächenmanagement sich hauptsächlich mit wirtschaftlichen Bedingungen befasst, während Flächenrecycling eher die technischen Maßnahmen zur Herbeiführung und Ermöglichung einer erneuten Nutzung beschreibt (z. B. Sanierung von Altlasten).